# Antonino Bonaccorsi

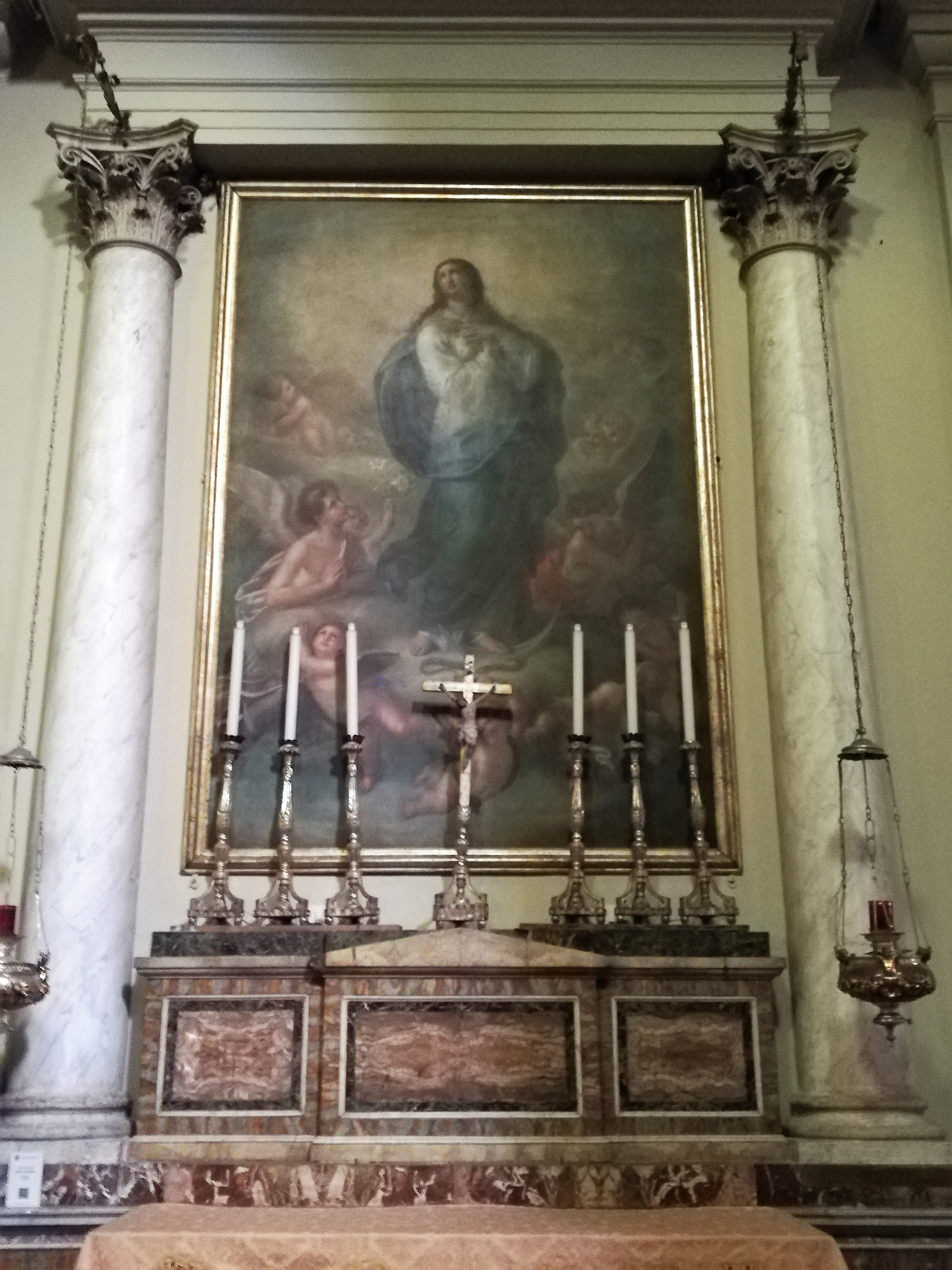
Immacolata Concezione, cattedrale di Maria Santissima Annunziata di Acireale.

Antonino Bonaccorsi, detto il Chiaro (Acireale, 20 giugno 1827 – Acireale, 21 febbraio 1897), è stato un pittore italiano.

## Biografia
Antonino Bonaccorsi, acese, intraprese gli studi prima a Catania con Giuseppe Gandolfo e quindi a Roma con il maestro Natale Carta. Fu perseguitato dalla polizia borbonica per motivi politici e fu costretto ad abbandonare Acireale e rifugiarsi a Firenze sino al 1860. Nella sua attività si dedicò prevalentemente al ritratto.
Fra le sue opere diverse sono esposte nelle chiese di Acireale ed alla Pinacoteca Zelantea e nella vicina Riposto. Altre opere si trovano a Parigi.

## Opere

### Acireale
- XIX secolo, San Filippo Neri, pala d'altare, olio su tela, opera custodita nella chiesa dell'Oratorio di San Filippo Neri.
- XIX secolo, San Giovanni Battista, pala d'altare, olio su tela, opera custodita nella cappella eponima della basilica collegiata di San Sebastiano.
- XIX secolo, Santi Cosma e Damiano, pala d'altare, olio su tela, opera custodita nella cappella eponima della basilica collegiata di San Sebastiano.
- XIX secolo, Immacolata Concezione, pala d'altare, olio su tela, opera custodita nella cappella eponima della cattedrale di Maria Santissima Annunziata.

### Aci Catena
- XIX secolo, Santa Lucia innanzi a Pascasio, olio su tela, opera custodita nella chiesa di Santa Lucia.

### Aci Platani
- XIX secolo, Morte di San Giuseppe, olio su tela, opera custodita nella chiesa della Beata Vergine Maria del Monte Carmelo.

### Linguaglossa
- 1865, Pietà, olio su tela, opera distrutta durante i bombardamenti aerei del secondo conflitto mondiale e documentata nella cappella eponima del duomo di Santa Maria delle Grazie.

### Riposto
- 1874, Martirio di San Sebastiano, olio su tela, opera custodita nella cappella eponima della basilica di San Pietro.

## Risorse
- Su galleriaroma.it, su galleriaroma.it. URL consultato il 6 aprile 2013 (archiviato dall'url originale l'11 novembre 2007).